# Alsophis rufiventris
Espèce
Synonymes
- Dromicus rufiventris Duméril, Bibron & Duméril, 1854

Statut de conservation UICN

 VU  : Vulnérable
Alsophis rufiventris, la Couresse à ventre rouge  est une espèce de serpents de la famille des Dipsadidae.

## Répartition
Cette espèce est endémique des îles Leeward. 
Elle ne survit plus que sur les îles de Saba et de Saint-Eustache. Elle vivait aussi sur les îles Saint-Christophe et Niévès, mais a disparu après l'introduction volontaire de la mangouste indienne (Herpestes javanicus).

## Description
La couresse à ventre rouge mesure généralement 92 cm, mais peut dépasser les 110 cm. Sa coloration sombre lui permet de se cacher efficacement dans la végétation dense des îles où elle vit.
Malgré son nom, ce serpent n'a pas le ventre rouge mais varie entre le orange, le jaune sale et le gris.

## Alimentation
Elle se nourrit principalement de petits reptiles :
- Anolis sabanus et probablement Sphaerodactylus sabanus sur Saba.
- Ctenonotus bimaculatus, Ctenonotus schwartzi et probablement Sphaerodactylus sabanus et Sphaerodactylus sputator sur Saint-Eustache.

## Étymologie
Son nom d'espèce, du latin rufiventris ventre rouge du fait de sa livrée.

## Publication originale
- Duméril, Bibron & Duméril, 1854 : Erpétologie générale ou histoire naturelle complète des reptiles. Tome septième. Deuxième partie, p. 781-1536 (texte intégral).